# Dorota Jamróz
Dorota Jamróz (ur. 5 czerwca 1983 roku) – reprezentantka Polski w piłce nożnej.
W reprezentacji Polski rozegrała 2 niepełne mecze z reprezentacją Ukrainy, które odbyły się 22 i 24 lipca 2005 roku w Łęcznej oraz Stężycy. W pierwszym spotkaniu wybiegła na boisko w 72. minucie, a w drugim w 80. Powołana do kadry A z drużyny Cisy Nałęczów.